# Cratichneumon parvulus
Cratichneumon parvulus là một loài tò vò trong họ Ichneumonidae.